# Joachim Schroeder (Filmemacher)
Joachim Schroeder (* 1. Dezember 1964 in Hamburg) ist ein deutscher Filmemacher, Drehbuchautor, Regisseur und Filmproduzent.

## Leben und Wirken
Joachim Schroeder ist der Sohn des Journalisten und Publizisten Dieter Schröder und der Bruder von Henriette Schroeder, Dokumentarfilmerin und Autorin. Seine ersten Lebensjahre verbrachte Schroeder in England und lebte dann bis zum Abitur am Luitpold-Gymnasium in Wasserburg am Inn, Landkreis Rosenheim, in Bayern.
Schroeder studierte an der University of California, Los Angeles und an der LMU in München. Seit 1992 ist er als freier Autor und Regisseur tätig. Seit 2005 tritt er auch als Produzent in Erscheinung.
Im Jahr 1999 gründete er in München die Firma Preview Production GbR. Als weitere Gesellschafter kamen Claudio Schmid und Tobias Streck hinzu. Für fiktionale Produktionen wurde 2007 die Preview Enterprises GmbH & Co. KG in Ulm  gegründet, der zusätzlich Jürgen Kinateder angehört. Seither wurden über hundert TV-Reportagen, Fernsehdokumentationen und Dokumentarfilme produziert.
Schroeder thematisiert in seinen Filmen immer wieder den Antisemitismus in Deutschland und in Europa. 2017 sorgte der Film  Auserwählt und ausgegrenzt – Der Hass auf Juden in Europa für Kontroversen und Diskussionen. Parallel entstand 2017 die Dokumentation Der ewige Antisemit - Geschichte einer unerwiderten Liebe.
Mit dem Film Kill Me Today, Tomorrow I’m Sick! wurden Schroeder und Streck 2018 auf dem Montreal World Film Festival nominiert. Das Werk wurde in Montreal am 3. September 2018 mit dem Silver Zenith in der Kategorie „First Fiction Films Competition“ ausgezeichnet.

## Kontroverse um Dokumentationsfilm „Auserwählt und ausgegrenzt“
Auserwählt und ausgegrenzt – Der Hass auf Juden in Europa ist ein 90-minütiger Dokumentarfilm von Joachim Schroeder und Sophie Hafner von 2015/2016. Er behandelt den aktuellen Antisemitismus vor allem in Deutschland, Frankreich und den von Israel besetzten Palästinensischen Autonomiegebieten. Die Auftraggeber, der deutsch-französische Fernsehsender Arte und der WDR, wollten den Film zunächst nicht ausstrahlen. Als Gründe gaben sie Abweichungen vom verabredeten Sendekonzept und Qualitätsmängel an. Nachdem Bild.de den Film einen Tag lang im Online-Stream veröffentlicht hatte, strahlten Arte und Das Erste (für den WDR) den Film am 21. Juni 2017 in einer kommentierten Fassung aus. Im direkten Anschluss fand unter dem Titel Israelhetze und Judenhass: Gibt es einen neuen Antisemitismus? eine Diskussionsrunde im TV-Talk Maischberger statt. Schroeder selbst wurde nicht zur Sendung eingeladen. Als Gäste diskutierten Michael Wolffsohn, Norbert Blüm, Ahmad Mansour, Gemma Pörzgen, Rolf Verleger und Jörg Schönenborn über den Film und die Umstände der Ausstrahlung.
Wolffsohn, der wie Mansour beratend die Entstehung des Films begleitet hatte, befand, dass er „die mit Abstand beste und klügste Dokumentation zum Thema“ sei. Die verantwortlichen Sender hatten Schroeder vor allem vorgeworfen, der Film sei „einseitig“ und „nicht ausgewogen genug“. In einem Interview mit der Frankfurter Allgemeine Zeitung erwiderte Schroeder den Vorwurf: „Wir stellen im Film die von unseren Steuergeldern finanzierte antizionistische Begleitmusik vor Ort dar. Wenn über Flugzeugunglücke berichtet wird, dann verlangt auch niemand, dass man gleichzeitig die vielen geglückten Landungen erwähnt.“

## Zitate
«Und ich weiß auch nicht, wieso dieses Thema bis heute ein Thema sein muss. Umso mehr ärgert es mich, dass es in Wahrheit die Mehrheit der Menschen gar nicht interessiert. Antisemitismus wird wahrgenommen als ein lästiges Thema, das man im Zweifel zu Gedenktagen abarbeiten muss.» (Schroeder im Film „Der Ewige Antisemit“)
«Die deutsche Erinnerungskultur ist zu einem leeren Ritual verkommen – verbunden mit deutschem Aufarbeitungsstolz. [...] Der Antisemitismus drückt sich heute antizionistisch aus.» (FAZ-Interview - 21. Juni 2017)

## Auszeichnungen und Nominierungen (Auswahl)
- 2007: Trotzdem deutsch - nominiert für den Adolf-Grimme-Preis
- 2009: Die Ludolfs (DMAX) – nominiert für den Adolf-Grimme-Preis[8][9]
- 2012: „Entweder Broder - Die Deutschland-Safari“ – Bayerischer Fernsehpreis[10][11]
- 2012: „Entweder Broder - Die Deutschland-Safari“ – Puk-Journalistenpreis des Deutschen Kulturrats[12]
- 2016: „Was heißt hier Ende - Der Filmkritiker Michael Althen“ - nominiert für die Lola/Deutscher Filmpreis, Kategorie Dokumentarfilm
- 2018: „Kill me Today - Tomorrow I’m Sick“ – Silver Zenith, Montreal World Film Festival, Kategorie First Fiction[13]

## Filmografie (Auswahl)
- 1998: Der Tod war schneller – Die Starfighter-Affäre
- 2003: Hitlers amerikanische Geschäftsfreunde – US-Konzerne verdienten am Krieg
- 2005: Slippin’: Ten Years with the Bloods
- 2006: Die Ludolfs – 4 Brüder auf’m Schrottplatz
- 2008: Auge in Auge – Eine deutsche Filmgeschichte
- 2008: Upstream Battle
- 2009: Die Ludolfs – Der Film: Dankeschön für Italien!
- 2010–2011: Entweder Broder – Die Deutschland-Safari
- 2011: Und ewig sterben die Wälder - BR/Arte
- 2011: Die Zeit der Stille – France 2/MDR
- 2012: Axel Springer - ein deutscher Verleger, ARD/BR
- 2013: Die Hüterin der Worte/Rachel Salamander, Bayerischer Rundfunk
- 2015: Der Mietreport - ARD
- 2015: Was heißt hier Ende? Der Filmkritiker Michael Althen
- 2015: Das Herz der Stadt - für den Bayerischen Rundfunk
- 2015: Der Schein des Geldes - Bayerischer Rundfunk
- 2017: Auserwählt und ausgegrenzt – Der Hass auf Juden in Europa
- 2017: Der ewige Antisemit - Geschichte einer unerwiderten Liebe, BR
- 2018: Kill Me Today, Tomorrow I’m Sick! – Tragikomödie